# إلزي جوانالكسني
إيلزي جونالكسني (ولدت في 19 نوفمبر 1976 ) هي صحفية لاتفية، كما أنها منشئة ومديرة قناة TV3 اللاتيفية، وفي عام 2007 حصلت على جائزة أشجع امرأة دولية.

## عنها
في عام 1999، فازت بجائزة "الصحافة الأمل" عن فئة التلفزيون، وفي عام 2003، أقرت هيئة التلفزيون اللاتفية عن كونها أفضل الصحفيين المحررين ولها انعكاس في رقمنة الأشياء، كما تم ترشيحها لأفضل قاصة للأخبار، وفي عام 2004، رشحت لجائزة الاستثمار شيشرون المستهدفة في الصحافة والجمهور المهتمين بهذا الموضوع. وفي عام 2005 أصبحت أحد مديري بث قناة "De facto التحليلية.

## روابط خارجية
- إلزي جوانالكسني على موقع IMDb (الإنجليزية)